# 聖詹姆斯 (阿肯色州)
聖詹姆斯（英語：St. James）是位於美國阿肯色州斯通縣的一個非建制地區。該地的面積和人口皆未知。

## 地理
聖詹姆斯的座標為35°50′18″N 91°55′05″W / 35.83833°N 91.91806°W，而該地的平均海拔高度為176米（即577英尺）。